# Hirvijärvi (sjö i Satakunta, Finland)
Hirvijärvi är en sjö i Finland. Den ligger i kommunen Siikais i landskapet Satakunta, i den sydvästra delen av landet, 250 km nordväst om huvudstaden Helsingfors. Hirvijärvi ligger 43,6 meter över havet. Arean är 1,1 kvadratkilometer och strandlinjen är 14,85 kilometer lång. Sjön  ingår i Karvia å huvudavrinningsområde.   Den  ingår i Karvia å huvudavrinningsområde.  I omgivningarna runt Hirvijärvi växer i huvudsak blandskog.